# Hans Peter Geil
Hans Peter Geil (født 27. november 1956) er en dansk politiker, som var borgmester fra 1990 i Gram Kommune til udgangen af 2006 hvor kommunen blev sammenlagt med Haderslev Kommune, og fortsatte derefter som borgmester i Haderslev Kommune fra 2007 til udgangen 2009, og var igen borgmester i Haderslev Kommune fra 2014 til udgangen af 2021, valgt for Venstre.
Geil er uddannet som sparekassefuldmægtig. I 1989 blev han valgt til kommunalbestyrelsen i Gram Kommune, og blev borgmester fra 1990, hvilket han var frem til kommunens sammenlægning med Haderslev Kommune i 2007.
Fra 1994-2002 var Hans Peter Geil medlem af KL's bestyrelse. Han har også været medlem af KMD's bestyrelse, ligesom han har været formand for Kommuneforeningen for Sønderjylland 1998-2006.
Geil er endvidere bestyrelsesformand for VUC Syd, hvor han har modtaget kritik for i 2014 at have brugt 380.000 kroner på at afholde en studietur til Californien i USA.
Ved kommunalvalget 21. november 2017 fik Geil 1.997 personlige stemmer, og det var nok til bibeholde borgmesterposten i Haderslev Kommune.
I sepetmber 2020 meddelte Geil at han ikke ville genopstille ved valget i 2021, men stoppe efter 32 år i lokalpolitik.